# Nitreto de vanádio(III)
Nitreto de vanádio(III), é um composto químico inorgânico, composto por vanádio e nitrogênio cuja fórmula química é VN. Nitreto de vanádio é obtido pela nitretação do aço e esse processo aumenta a resistência ao desgaste do material. Em outra fase, o V2N, também denominado nitreto de vanádio, pode ser formado concomitantemente com o VN na nitretação. O VN possui uma estrutura cristalina cúbica. Existe também uma forma de baixa temperatura que contém clusters de V4 . 
Nitreto de vanádio é um supercondutor acoplado forte. Estudos apontam que o nitreto de vanádio nanocristalino tem potencial para uso em supercapacitores.